# Физикелла, Сальваторе
Сальваторе Рино Физикелла (итал. Salvatore Rino Fisichella; 25 августа 1951, Кодоньо, Италия) — итальянский прелат и куриальный ватиканский сановник. Титулярный епископ Викохабенции и вспомогательный епископ папского викариатства Рима с 3 июля 1998 по 17 июня 2008. Титулярный архиепископ Викохабенции с 17 июня 2008. Президент Папской Академии в защиту жизни с 17 июня 2008 по 30 июня 2010. Председатель Папского Совета по содействию новой Евангелизации с 30 июня 2010 по 5 июня 2022. Про-префект секции новой евангелизации Дикастерии по Евангелизации с 5 июня 2022.

## Ранняя жизнь и священство
Сальваторе Рино Физикелла родился 25 августа 1951 года, в Кодоньо в провинции Лоди, он изучал классиков в колледже Святого Франциска в городе Лоди. Он получил степень по богословию в Папском Григорианском университете, и был рукоположен в священники в 13 марта 1976 года для епархии Рима, кардиналом Уго Полетти, кардиналом-викарием епархии Рима.
После своего рукоположения, отец Физикелла занимал ряд постов, в том числе: профессора фундаментальной теологии в Папском Григорианском университете, консультанта Конгрегации доктрины веры, члена Центрального Комитета Великого юбилейного 2000 года и вице-президента историко-богословской комиссии того же Комитета.
Отец Физикелла был назначен Капелланом Его Святейшества в 1994 году.

## Богослов
Сальваторе Физикелла является специалистом в области богословия Ганса Урса фон Бальтазара, в которой он сделал обширные исследования в 1980 году. Он преподавал фундаментальное богословие в Папском Григорианском университете и Папском Латеранском университете и был назван ректором Латеранского 18 января 2002 года. Монсеньор Физикелла служил капелланом в итальянском парламенте.

## Епископ
Монсеньор Физикелла был назначен вспомогательным епископом Рима и в то же время титулярным епископом Викохабенции 3 июля 1998 года и позже был рукоположен кардиналом Камилло Руини.
Епископ Физикелла был председателем епархиальной комиссии по экуменизму и межконфессиональным отношениям. Он работал в Конгрегации доктрины веры и в Конгрегации по канонизации святых. Епископ Физикелла по некоторым данным принимал участие в работе над энцикликой Fides et Ratio' в 1998 году.
Физикелла вмешался на благо мира во время скандала с карикатурами на пророка Мухаммеда 2005 года. Епископ Физикелла был другом Ориана Фаллачи. В 2005 году он отпраздновал 100-летний юбилей катехизиса Папы Святого Пия X.
Когда его спросили, как архиепископа, дал бы он Причастие итальянским политикам Романо Проди и Пьер Фердинандо Казини, Физикелла ответил, что он «не видит причин» для отказа в Причастии Проди, тогда как Казини «хорошо знает правила Церкви» и не представляет себя у Причастия.

## Папская Академия в защиту жизни
17 июня 2008 года епископ Физикелла был назначен титулярным архиепископом с той же епархией и в тот же день занял пост президента Папской академии в защиту жизни. Позднее он выступил против закона в Люксембурге позволяющим эвтаназию. 24 января 2009 года, он призвал президента США Барака Обаму, чтобы выслушать все голоса в США без «высокомерия тех, кто, будучи у власти, считают, что они могут решать вопросы жизни и смерти».
Возможно, в результате этого, L’Osservatore Romano, в выпуске от 11 июля 2009 года, опубликовала разъяснение Конгрегации доктрины веры, в котором заявлялось, что церковное учение об аборте не изменилось и не изменится.
По итогам публикации статьи члены Академии выразили архиепископу Физикелле вотум недоверия. Физикелла был переведен в следующем году в Папский Совет по содействию новой евангелизации.

## Совет по содействию новой евангелизации
28 октября 2024 года на дикастерии по евангелизации архиепископ Физикелла представил Лю́че (итал. Luce — свет) — официальный маскот Католической церкви, представленный к началу очередного юбилейного года, Года надежды 2025. Физикелла сказал, что Люче была вдохновлена желанием Церкви «жить даже в рамках поп-культуры, столь любимой нашей молодёжью». Люче вызвала неоднозначную реакцию католиков. Хотя многие, главным образом молодые представители католической веры, её одобряли, некоторые более традиционалистские комментаторы критиковали её как «слишком современную и глупую», чтобы представлять католицизм.